# Interferómetro de Jamin

Esquema del Interferómetro de Jamin

El interferómetro de Jamin es un tipo de dispositivo óptico relacionado con el interferómetro de Mach-Zehnder. Fue desarrollado en 1856 por el físico francés Jules Jamin.
El interferómetro consta de dos espejos, hechos del vidrio más grueso posible. La reflexión de Fresnel en la primera superficie del espejo actúa como un divisor del haz de luz: la luz incidente se divide en dos rayos, paralelos entre sí y desplazados por una distancia que depende del grosor del vidrio. Los rayos son recombinados en el segundo espejo, y finalmente son proyectados en una pantalla.
Si un elemento que cambia de fase se sitúa en un lado del interferómetro, entonces el desplazamiento de fase puede ser determinado simplemente contando las franjas de interferencia, es decir, los mínimos de luminosidad proyectados en la pantalla.
El interferómetro de Jamin proporciona medidas muy exactas del índice de refracción dispersión de los gases; una celda a presión transparente puede ser colocada en el interior del instrumento. Así, cambios de fase debidos a las modificaciones de presión son bastante fáciles de medir.